# 5-(2-氨基丙基)吲哚
5-(2-氨基丙基)吲哚（5-API, 5-IT, PAL-571）是一种具有移情作用的吲哚/苯乙胺衍生物，最初由艾伯特·霍夫曼于1962年报道。它是一种狡詐家藥物，自2011年以来，它以娛樂性用藥在网上销售。
它是一种三元单胺释放剂，EC50值为12.9 nM（多巴胺）、13.3 nM（去甲肾上腺素）、104.8 nM（血清素），也是一种MAO-A抑制剂。